# Weald

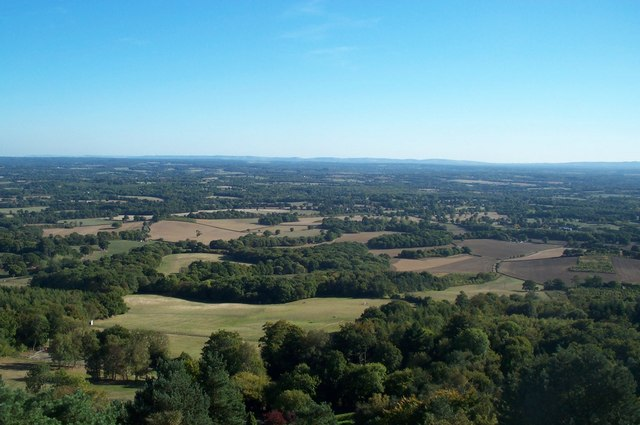
Paysage du Surrey et des bois du Weald, depuis Leith Hill Tower, en direction du sud-est vers les South Downs.

Le Weald (pron. [wiəld]) est un terme de géographie physique désignant la région sud-est de l’Angleterre encaissée entre les escarpements crayeux parallèles des North et South Downs. Il faut y distinguer deux reliefs, le Haut-Weald (High Weald) gréseux constituant la région centrale ; et le Low Weald argileux formant la périphérie. Ce toponyme, d’étymologie saxonne, signifie pays boisé, une qualification toujours appropriée de nos jours : les fermes et les villages parsemant le paysage témoignent, par leur nom, du passé du Weald. D'un point de vue géologique, le Weald est le pendant anglais du Boulonnais français, l'ensemble formant le bassin Weald-Boulonnais.

## Étymologie
Weald est un mot anglo-saxon, d’une racine Indo-européenne ancienne signifiant « forêt » ou « terre sauvage ». Les wolds, coteaux boisés de l'Angleterre, partagent cette étymologie. Les Saxons donnaient aussi au pays le nom d’Andresleaz, transcription d'un toponyme encore plus ancien : Coit Andred (très étendu), ou en latin Saltus Andred, la grande forêt. Cf. par ailleurs les notes complémentaires.
Il y a en anglais un adjectif associé à cette région, Wealden, qui a été repris en français par les géologues (cf. infra).

## Géologie

Coupe géologique du nord au sud : Le Haut-Weald et le Bas-Weald sont en réalité deux vestiges d'une même couche.

Le Weald constitue les vestiges d’un anticlinal, à savoir le dôme d'un pli rocheux du Crétacé inférieur, dont l’érosion a mis à nu le substrat, formé de crêtes de grès et de vallées argileuses. Les plus anciennes roches affleurant au centre de l’anticlinal sont rattachées à la couche de Purbeck du Jurassique supérieur (étages Portlandien - aujourd'hui Tithonien - et Berriasien). Au-dessus, les roches du Crétacé inférieur montrent des alternances de sables, de grès et d'argiles du faciès wealdien (les sables d’Ashdown, l’argile de Wadhurst, les sables de Tunbridge Wells, dénommés collectivement « lits de Hastings ») et l’argile du Weald. Ce Wealdien est recouvert par la couche du lower greensand de l'étage Aptien et la formation de Gault, qui comporte l’argile du Gault et l’Upper Greensand.
Les roches de la partie centrale de l’anticlinal comportent des grès durs, qui forment les collines qu'on appelle aujourd’hui le Haut-Weald (High Weald). La zone périphérique est pour l'essentiel constituée de grès plus tendres et d'argiles qui dessinent un paysage au relief moins accidenté, le Bas-Weald (Low Weald). L’anticlinal du Weald ne forme qu'un avec celui de l’Artois en France : il se prolonge en effet sur quelque 65 km dans la direction du sud-est et renaît de l'autre côté du Pas de Calais pour former les collines du Boulonnais.
On a retrouvé plusieurs fossiles particulièrement intéressants dans les grès et les argiles du Weald, par exemple le spécimen Baryonyx. La fameuse supercherie de l’Homme de Piltdown s'est articulée autour d'un prétendu fossile humanoïde qu'on aurait découvert dans une gravière de Piltdown près de Lewes. Le premier spécimen d’iguanodon a été mis au jour en 1819 dans une carrière près de Cuckfield par un médecin de Lewes, Gideon Mantell.

## Histoire
Une partie des notes du début de ce paragraphe sont traduites du site web : High Weald:Human colonisation.
Les recherches préhistoriques indiquent qu'à la suite des chasseurs-cueilleurs du Mésolithique, les habitants du néolithique se sont mis à l'agriculture, avec pour conséquence des défrichements considérables. Dès l’Âge du fer, le Weald devint une région proto-industrielle, car les grès du wealdien sont riches en  minerai de fer, et l'abondance du bois permettant de produire le charbon de bois utile à la fabrication de fonte, la région resta, de la colonisation romaine jusqu’à la fermeture du dernier atelier de forge en 1813, un bassin métallurgique de première importance pour l'ouest de l'Europe. L'inventaire de l’Ordnance Survey Map of Roman Britain recense 33 mines de fer : or 67 % d'entre elles se trouvent dans le Weald.
La totalité du Weald était à l'origine couverte par la forêt. Des siècles de déforestation, correspondant à la demande des chantiers navals, du charbon de bois pour les forges, les cristalleries et les briqueteries n'ont laissé à travers le Weald que des vestiges de cette forêt primaire.
L'habitat du Weald est très clairsemé, et les premiers villages n'y sont apparus qu'aux XIIIe–XIVe siècle. Auparavant, le Weald était surtout une terre d’élevage extensif et nomade, particulièrement vouée au pacage par les communautés autochtones. Plusieurs lieux-dits du Weald tirent leur nom de cette époque, nom qui rappelle celui des exploitants, auquel on rajoutait le suffixe « -den » – ; ainsi par exemple, Tenterden était exploitée par les habitants de Thanet. Dans la plupart du  Weald, l’habitat permanent ne s'est développé que bien après le reste des basses terres de Grande-Bretagne, et cela bien qu’au XVIe siècle, on eût pu y dénombrer jusqu’à une centaine de hauts-fourneaux et de forges en activité.

## Géographie
Le Weald prend naissance entre l'ouest et le nord-est de Petersfield dans le  Hampshire ; de là il traverse les comtés de Surrey et du  Kent au nord, et  Sussex de l'Ouest et de l'Est au sud. D'une superficie totale de 1 300 km², il s’étend sur 135 km d’est en ouest, et environ 50 km du nord au sud. La pointe orientale du High Weald, qui s'avance dans la Manche, comprend dans sa partie centrale les hautes falaises de grès entre Hastings et Pett Level ; de part et d'autre, les estrans de Pevensey et Romney, qui constituent le littoral actuel, sont dominés par les anciennes falaises maritimes.
On qualifie une bonne partie du Haut-Weald, à savoir sa partie centrale, du High Weald Area of Outstanding Natural Beauty. Le paysage est fait de collines arrondies, parsemées d'affleurements de grès et séparées par des ruisseaux aux coteaux ravinés (appelés gills) ; de bocages irréguliers, de taches de bruyères et de nombreuses forêts ; de fermes isolées, de ruelles et chemins boueux. On peut voir dans la forêt d'Ashdown les vestiges d'une ancienne forêt royale (la chasse royale, en anglo-normand chace).
Parmi les agglomérations, les plus importantes sont Horsham, Burgess Hill, East Grinstead, Haywards Heath, Tonbridge, Tunbridge Wells, Crowborough ; ainsi que le littoral, de Hastings et Bexhill-on-Sea jusqu'à Rye et Hythe.
Le Low Weald, qui forme la périphérie du Weald, offre un paysage très particulier. Bordure érodée du High Weald, elle présente des affleurements ponctuels de grès au milieu de la couche d'argile. Le paysage qui en résulte est un mélange de larges terrasses argileuses basses, de petits bois (les « shaws ») et de champs. Le pays est largement irrigué, avec partout des mares et des ruisseaux déroulant leurs méandres.
Certaines parties du Weald, comme la grande plaine entourant Crawley, ont été aménagées pour les besoins de l'urbanisation : c'est là que l'on trouve l’aéroport de Londres Gatwick et ses dépendances, et l'échangeur de Horley–Crawley. En dehors de ce secteur, le Low Weald a préservé son habitat traditionnel, avec ses villages et ses bourgs perchés sur les proéminences de grès. Il n'y a guère de grandes villes, bien que  Ashford et Reigate soient à proximité immédiate au nord. Les bourgs sont petits et bâtis en longueur, du fait du paysage boisé primitif et de la nature du sol, une argile compacte.
Le Weald est arrosé par plusieurs rivières qui y prennent naissance, et dont la majorité se jette dans les fleuves avoisinants, notamment la Mole, la Medway, la Stour, la Rother, la Cuckmere, l’Ouse, l’Adur et l’Arun. Plusieurs de ces cours d'eau entraînaient des moulins à eau et des martinettes, et refroidissaient les haut-fourneau utilisés naguère dans l'industrie textile et métallurgique.

## Voies de communications
Les autoroutes M25, M26 et M20 empruntent toutes le Val d’Holmesdale pour rejoindre le nord, et touchent par conséquent la limite nord du Weald. La M23 reliant Brighton traverse du nord au sud le flanc ouest du Weald, plus étroit et travaillé par les grandes marées. Les autres routes empruntent à un moment ou un autre ces deux points de passage, mais au prix de nombreux cols et virages : ainsi l’A21 vers Hastings, malgré des rectifications de tracé, est souvent chargée.
Cinq lignes de chemin de fer desservaient naguère le Weald ; leur construction a posé aux ingénieurs de nombreux problèmes liés au relief et la dureté des affleurements gréseux. La Brighton Main Line emprunta le tracé des anciennes routes, même s'il fallut pour cela percer un long tunnel à Balcombe et édifier le Viaduc de l'Ouse Valley. Les affluents de l’Ouse ont été utiles pour acheminer les matériaux lors de la construction des lignes East Grinstead-Lewes (désormais fermée) et Uckfield-Lewes. La Hastings main-line posa des difficultés de tracé particulières lors des premiers travaux, avec des virages serrés et de nombreux tunnels ; on rencontra des problèmes analogues avec la ligne Ashford-Hastings.
Le Weald est réputé auprès des randonneurs et des cyclistes ; il est traversé de nombreux chemins de grande randonnée.

## Agriculture
Ni les sables stériles du High Weald, ni les argiles lourdes du Low Weald ne conviennent à l'agriculture intensive, et le relief tourmenté s'ajoute à ces difficultés. Seuls certains affleurements isolés de limon vert (greensand) se prêtent au maraîchage intensif, comme dans la vallée de la Western Rother. Au fil des siècles, la superficie allouée à la culture des céréales a dépendu fortement de la demande, avec deux pics historiques : les Guerres napoléoniennes et la Deuxième Guerre mondiale. Le Weald possède sa propre espèce bovine, la « race du Sussex », même si cette espèce a été élevée en aussi grand nombre dans le Kent et certaines parties du Surrey. Obtenue par croisement avec les puissants bœufs qu'on employait encore à retourner la lourde terre du Low Weald même après la motorisation, cette race de vaches rousses fut longuement prisée par Arthur Young dans son livre « Agriculture of Sussex » lorsqu’il voyagea dans le Sussex dans les années 1790. William Cobbett observait qu'on en trouvait les meilleurs spécimens dans certaines fermes misérables du High Weald. Autrefois, tous les foyers élevaient des cochons qu'on engraissait à l'automne avec les glands présents en abondance dans les vastes chêneraies du pays.

## Faune et flore
Malgré l'intense défrichement des XVIIe siècle et XVIIIe siècle, le Weald a préservé son caractère boisé, avec des forêts qui aujourd'hui continuent de couvrir près de 23 % du pays (l'une des plus fortes densités de forêt en Grande-Bretagne) et une densité bien supérieure en certains endroits. Les grès wealdiens, généralement acides, favorisent un biotope de lande boisée dont les principaux vestiges se trouvent dans la Forêt d'Ashdown et près de Thursley.
Encore vivace en France, le sanglier sauvage s'était éteint en Grande-Bretagne et en Irlande au XVIIe siècle, mais des individus d'élevage échappés des enclos de ferme ont récemment été repérés à travers le  Weald.

## Culture
Le Weald compose le paysage favori de nombreux auteurs anglais, particulièrement ceux du XIXe siècle et du début du XXe siècle. Les noms les plus célèbres sont ceux de John Evelyn (1620-1706), d’Arthur Conan Doyle (1859–1930), de Rudyard Kipling (1864-1936) et de Vita Sackville-West (1892-1962). Certains endroits mentionnés dans les aventures de Winnie l'ourson, dues à la plume d’A.A. Milne, comme le pont de Poohsticks et la Forêt des cent arpents, existent réellement dans la forêt d’Ashdown, qui était voisine de la maison de campagne de Milne à Hartfield. Certaines localités, comme Groombridge Place ou Reigate forment le décor de nouvelles du cycle des Sherlock Holmes de Conan Doyle (lui-même résidait fréquemment à Crowborough).

## Sport
Le jeu de cricket aurait vu le jour dans le Weald au XIIIe siècle. Le stoolball, voisin, est toujours pratiqué dans le pays, surtout par les dames.

## Les toponymes de Weald et de Wold à travers l'Angleterre
D'autres régions du sud de l'Angleterre portent le nom de « Weald », bien qu'elles soient en dehors du Weald proprement dit : citons North Weald dans l’Essex, et Harrow Weald au nord-ouest de Londres.
Wold est un terme désignant certains plateaux dénudés du Nord de l'Angleterre, comme les Wolds du Yorkshire et les Lincolnshire Wolds, bien qu'au contraire ce soient plutôt des plateaux calcaires.